# FC Viktoria Mariánské Lázně
FC Viktoria Mariánské Lázně je fotbalový klub z Mariánských Lázní, založený v roce 1945. Klubové barvy jsou modrá, žlutá a bílá. V ročníku 2024/2025 hraje 4. českou fotbalovou ligu – skupinu B. Své domácí zápasy hraje na Stadionu u Ferdinandova pramene.

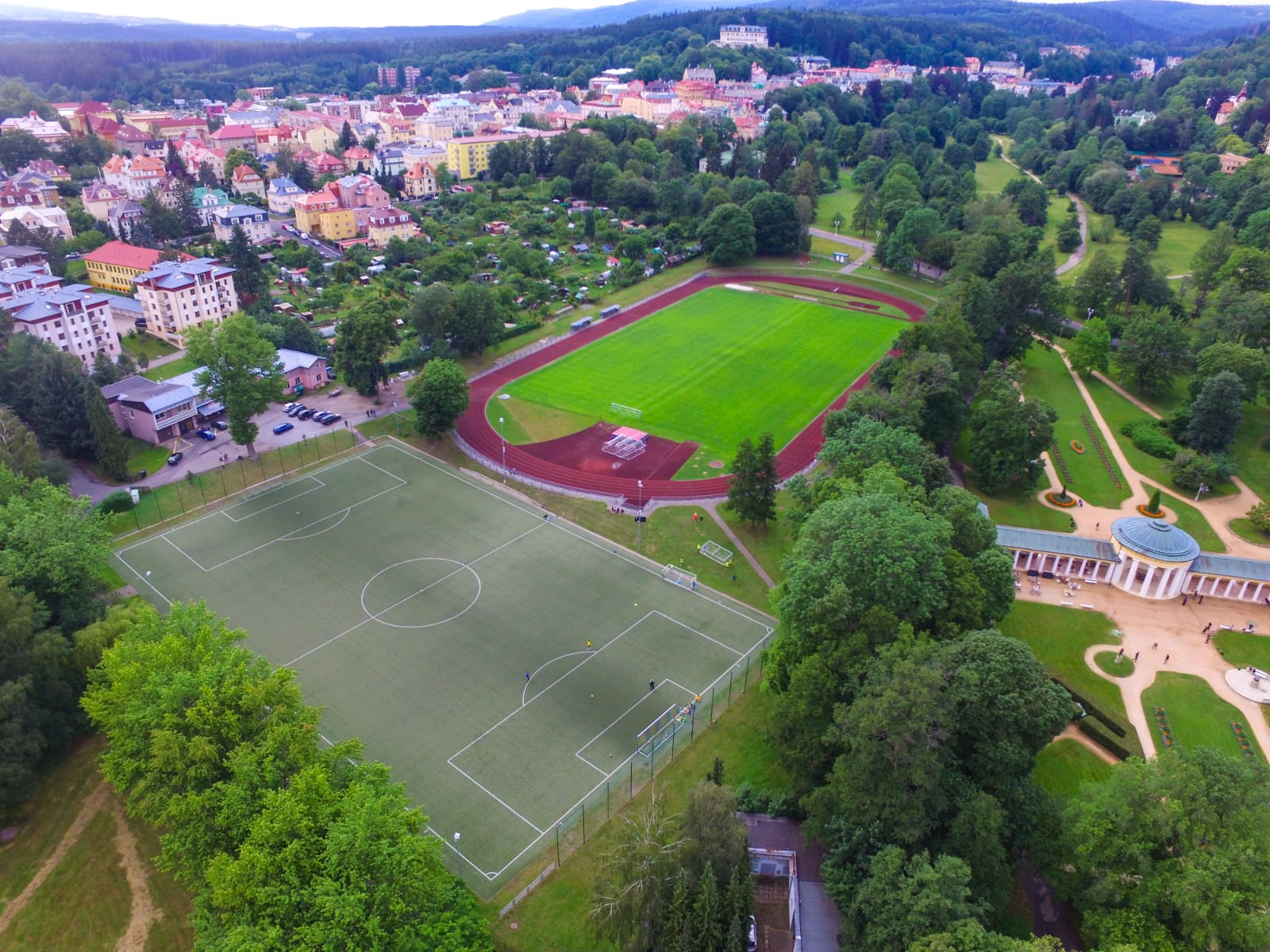
Stadion u Ferdinandova pramene